# Satyrus acamanthis
Satyrus acamanthis är en fjärilsart som beskrevs av Hans Rebel 1916. Satyrus acamanthis ingår i släktet Satyrus och familjen praktfjärilar. Inga underarter finns listade.